# Encuesta Decadal de Astronomía y Astrofísica

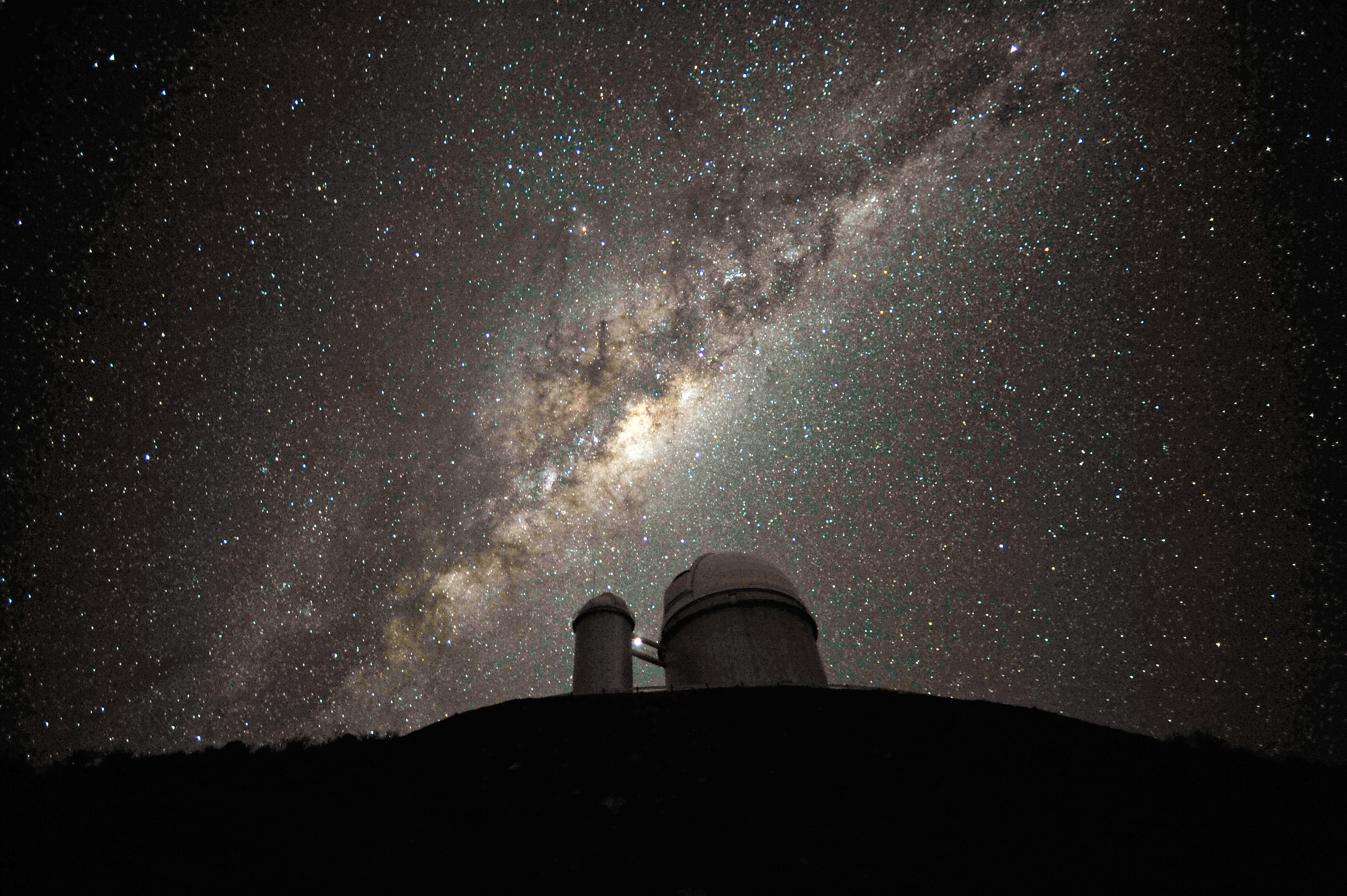
Faltaba imagen

La Encuesta Decadal de Astronomía y Astrofísica es una revisión de la literatura de astronomía y astrofísica producida aproximadamente cada diez años por el Consejo Nacional de Investigación de la Academia Nacional de Ciencias de los Estados Unidos. El informe examina el estado actual del campo, identifica las prioridades de investigación y hace recomendaciones para la próxima década. El informe representa las recomendaciones de la comunidad de investigación a las agencias gubernamentales sobre cómo priorizar la financiación científica dentro de la astronomía y la astrofísica. El comité de edición está informado por paneles y subcomités temáticos, conferencias dedicadas y aportes directos de la comunidad en forma de documentos técnicos que resumen el estado del arte en cada subdisciplina. El informe más reciente, Astro2010, se publicó en 2010.

## Astronomía terrestre: un programa de diez años, 1964
El primer informe, Astronomía de base: un programa de diez años, se publicó en 1964.  El informe recomienda la construcción de instalaciones nacionales de observación, incluyendo especialmente telescopios ópticos terrestres de tamaño mediano. 

## Astronomía y astrofísica para la década de 1970, 1972
El segundo informe, Astronomy and Astrophysics para la década de 1970, se publicó en 1972.  Recomienda prioridades para los programas basados tanto en el espacio como en tierra, y fue fundamental en la construcción final del Very Large Array. 

## Astronomía y astrofísica para la década de 1980, 1982
El tercer informe, Astronomy and Astrophysics para la década de 1980, se publicó en 1982.  Identifica la construcción de la matriz de línea de base muy larga como una prioridad. 
La década del descubrimiento en astronomía y astrofísica, 1991
El cuarto informe, La década del descubrimiento en astronomía y astrofísica, se publicó en 1991. Recomienda el lanzamiento del "Advanced X-Ray Astrophysics Facility", que se realizó en 1999 como el Chandra X-ray Observatory. También recomienda el lanzamiento de la "Instalación del Telescopio Infrarrojo Espacial", realizada en 2003 como el Telescopio Espacial Spitzer,  la cuarta y última del programa de los Grandes Observatorios de la NASA.

## Astronomía y astrofísica en el nuevo milenio, 2001
El quinto informe, Astronomía y astrofísica en el nuevo milenio, se publicó en 2001. Le da la máxima prioridad a la construcción y el lanzamiento del Telescopio Espacial de Nueva Generación, ahora el Telescopio Espacial James Webb con lanzamiento previsto para 2019. El informe reafirma la recomendación de 1991 para completar el Conjunto Milimétrico, ahora parte del Gran Conjunto Milimétrico de Atacama. colaboración. También examina los beneficios de un sólido programa de investigación astronómica para la nación y expresa su preocupación por el porcentaje de financiamiento vinculado a unos pocos proyectos grandes. 

## Nuevos mundos, nuevos horizontes en astronomía y astrofísica, 2010
El sexto informe, New Worlds, New Horizons in Astronomy and Astrophysics, se publicó en forma de publicación previa en agosto de 2010, y la versión final está programada para finales de año. Las recomendaciones para responder preguntas científicas incluyen: la naturaleza de la energía oscura; la estructura, distribución y evolución de los sistemas exoplanetarios; examen detallado de los procesos extremos, incluidas las supernovas y la fusión de objetos superdense; y cómo se formaron las galaxias y los cúmulos de galaxias a partir del universo candente temprano. : El informe también examina la preparación técnica, la programación y los problemas de financiamiento, así como la ciencia básica. Las recomendaciones consideran una variedad de escenarios de financiamiento basados en presupuestos proyectados para las principales agencias de financiamiento, la NASA, la Fundación Nacional de Ciencia y el Departamento de Energía. Las principales prioridades identificadas por el informe incluyen:
- El telescopio de inspección de infrarrojos de campo amplio (WFIRST), un telescopio espacial propuesto que se ubicará en el punto lagrangiano L2, que examinará y catalogará exoplanetas y puede ayudar a resolver cuestiones de la naturaleza de la energía oscura.
- El telescopio de levantamiento sinóptico grande (LSST), un telescopio terrestre de campo amplio propuesto que proporcionará mediciones de lentes gravitacionales débiles y mapeará y registrará fenómenos transitorios o en movimiento, como las supernovas y los asteroides cercanos a la Tierra.
- El Programa de Desarrollo Tecnológico de New Worlds planea y sienta las bases para futuras misiones para estudiar exoplanetas cercanos a la Tierra
- Telescopio Cerro Chajnantor Atacama (CCAT), un telescopio propuesto basado en tierra sensible en el rango milimétrico y submilimétrico. CCAT estudiará los sistemas de estrellas polvorientas jóvenes y las galaxias, y servirá como compañero de Atacama Large Millimeter Array en el mismo sitio.

Otras prioridades incluyen la Antena Espacial del Interferómetro Láser (LISA) para medir ondas gravitacionales y el Observatorio Internacional de Rayos X para investigar agujeros negros y la evolución de la estructura a gran escala en el universo. El informe también recomienda aumentar el programa Explorer para misiones pequeñas y medianas con un rápido cambio y un alto rendimiento científico, y la creación de un programa de innovaciones a mediana escala dentro de la National Science Foundation para financiar proyectos en el rango de $ 4–135 millones.